# Tällibahn

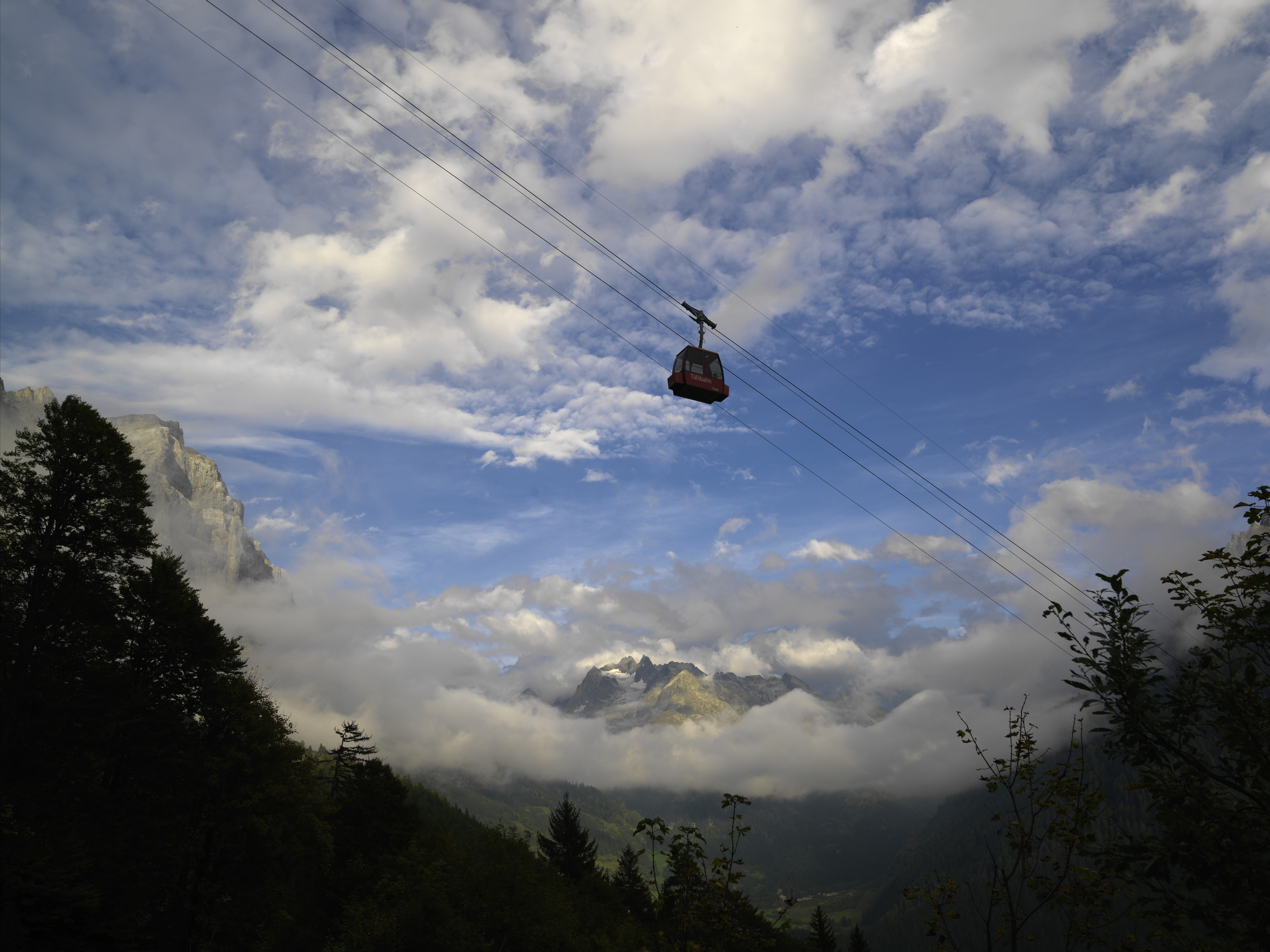
Tällibahn (2010)

Die Tällibahn ist eine der vier Seilbahnen der Kraftwerke Oberhasli, welche fahrplanmässig für die Öffentlichkeit verkehren.
Eröffnet wurde die Bahn im Jahr 1957.

## Lage
Die Gondel der einstigen Werkbahn fährt von Furen (1174 m) an der Sustenpassstrasse im Gadmertal innerhalb von 10 Minuten zur Bergstation Tälli (1714 m) an den Fuss der Gadmer-Dolomiten.

## Nutzung
Jede Gondel bietet Platz für maximal 8 Personen. Die Betriebszeiten sind von Anfang Juni bis Mitte Oktober, jeweils von 07:00 Uhr bis 21:30 Uhr im Selbstfahrbetrieb.

## Technische Daten
- Streckenlänge 1236 m
- Höhendifferenz 540 m
- Fahrgeschwindigkeit 3 m/s
- Fahrzeit 7 min